# Розсадки
Розса́дки — село Світлодарської міської громади Бахмутського району Донецької області, Україна. Населення за переписом 2001 року становить 32 людини.

## Загальні відомості
Відстань до райцентру становить близько 37 км і проходить переважно автошляхом М03.

## Новітня історія
24 листопада 2018 року перейшов під контроль України [2]: «Сили спецоперацій під прикриттям підрозділів 72-ї бригади і у взаємодії з саперами провели перевірку і зачистку населеного пункту Розсадки. Незважаючи на ворожий обстріл і смертельну небезпеку, бійці ССО під самим носом окупантів підняли український прапор». Прес-центр ООС.

## Населення

### Мова
Розподіл населення за рідною мовою за даними перепису 2001 року:
| Мова       | Кількість | Відсоток |
| ---------- | --------- | -------- |
| українська | 30        | 93.75%   |
| російська  | 2         | 6.25%    |
| Усього     | 32        | 100%     |

За даними перепису 2001 року населення села становило 32 особи, з них 93,75 % зазначили рідною мову українську та 6,25 % — російську.